# لقصابي (أديس)
لقصابي هي إحدى مشيخات المملكة المغربية، تتبع جغرافيا لإقليم طاطا وإداريًا لأديس. يقدر عدد سكانها بـ 2437 نسمة حسب الإحصاء الرسمي للسكان والسكنى لسنة 2004.